# December 18.
December 18. az év 352. (szökőévben 353.) napja a Gergely-naptár szerint. Az évből még 13 nap van hátra.
Névnapok: Auguszta + Dés, Dezsér, Dezsider, Dezső, Gracián, Graciána, Graciella, Haralda, Harmat, Harmatka, Karácson, Mária, Töhötöm, Zajzon.

## Események

### Politikai események
- 96 – Marcus Cocceius Nerva megkezdi uralkodását, mint a Római Birodalom császára
- 1352 – VI. Ince pápa hivatalba lép
- 1437 – Habsburg Albertet magyar királlyá és feleségét, Luxemburgi Erzsébetet királynévá választják
- 1626 – Pozsonyi béke II. Ferdinánd király és Bethlen Gábor között
- 1788 – Zichy Károly grófot országbírónak, míg Ürményi Józsefet királyi kamarai elnöknek nevezik ki
- 1848 – Erdélyben Bem tábornok hadserege Csucsánál visszaveri Puchner császári tábornok támadását
- 1848 – Görgei Artúr megkezdi visszavonulását, a mosoni ütközetben Görgey Kornél Mosonnál visszaveri Josip Jelačić támadását
- 1878 – A Szentszék jóváhagyja a szentgotthárdi apátság Zirc-Pilis-Pásztó közös apátsággal való egyesítését, az utolsó szerzetesek elhagyják Szentgotthárdot
- 1916 – A verduni csata vége az első világháborúban
- 1917 – Lenin és az Oroszországi Szovjetek Tanácsa jóváhagyja Finnország függetlenségét
- 1935 – Edvard Beneš lesz Csehszlovákia elnöke
- 1938 – Parlamenti választások Szlovákiában
- 1944 – Megkezdődik Bastogne ostroma
- 1945 – Uruguay az ENSZ tagja lesz
- 1956 – Japán az ENSZ tagja lesz
- 1958 – Niger függetlenné válik
- 1960 – Kuba és Magyarország között diplomáciai kapcsolat létesül (Magyarország és Kuba kapcsolatai)
- 1961 – India részeivé válik Goa, Daman és Diu volt portugál gyarmatok
- 1971 – Az ENSZ Közgyűlése jóváhagyja a baktériumfegyverek és a mérgező anyagok gyártásának és felhalmozásának betiltásáról, és ezek megsemmisítéséről szóló egyezményt
- 1973 – VI. Pál pápa üresnek nyilvánítja az esztergomi érseki széket, és Mindszenty József bíboros-hercegprímást nyugállományba helyezi
- 1978 – A Dominikai Közösség az ENSZ tagja lesz
- 1980 – Vietnám elfogadja az alkotmányát

### Tudományos és gazdasági események
- 1957 – Az Amerikai Egyesült Államok első atomerőműve megkezdi működését Shippingportban
- 1981 – a Tu–160 szovjet stratégiai bombázó első felszállása

### Kulturális események

#### Irodalmi, színházi és filmes események
- 2015 – A Csillagok háborúja VII: Az ébredő Erő c. film bemutatása.
- 2020 – A The Mandalorian második évadának utolsó epizódjának levetítése a Disney+ - on.

#### Zenei események
- 1892 – Szentpéterváron bemutatják Pjotr Iljics Csajkovszkij balettjét, „A diótörőt”, az Orosz Nemzeti Balett előadásában
- 1892 – Anton Bruckner "VIII. C-dúr szimfóniájának" bemutatója Bécsben.
- 1929 – Anton Webern: "Szimfónia, op. 21" bemutatója New Yorkban.

### Sportesemények
- 2005 – Női kézilabda világbajnokság, Oroszország - Győztes: Oroszország
- 2022 – a 2022-es labdarúgó-világbajnokság döntője, melyet a címvédő Franciaország és Argentína vívtak. A rendes  mérkőzés 90+30 percig húzódott, mivel a rendes játékidő alatt 3-3 volt az eredménye a meccsnek. Aztán a 2x 15 perc hosszabbítás alatt nem sikerült gólt szerezni. Végül 11-esekkel dől el: Argentína Lionel Messi   vezetésével, harmadjára is világbajnok.

## Születések
- 1714 – Esterházy Miklós József (Nikolaus Joseph Esterházy) herceg, tábornagy, a „Pompakedvelő” († 1790)
- 1739 – Balla Antal földépítő és vízépítő vármegyei mérnök († 1815)
- 1783 – Ballus Pál pozsonyi tanácsos, Kisfaludy Károly barátja és támogatója († 1848)
- 1811 – Asbóth Sándor az 1848-49 évi szabadságharcban alezredes, az észak-amerikai polgárháborúban az északiak dandártábornoka († 1868)
- 1841 – Kunc Adolf premontrei fizikatanár († 1905).
- 1856 – Joseph John Thomson angol Nobel-díjas fizikus, az elektron felfedezője († 1940)
- 1860 – Edward Alexander MacDowell amerikai zeneszerző († 1908)
- 1863 – Habsburg–Lotaringiai Ferenc Ferdinánd osztrák–magyar trónörökös († 1914)
- 1864 – Pethes Imre magyar színész († 1924)
- 1867 – Szamuil Mojszejevics Majkapar orosz zeneszerző († 1938)
- 1877 – Fejes Jenő magyar gépészmérnök, feltaláló, († 1952)
- 1878 – Joszif Visszarionovics Sztálin (er. Joszeb Dzsugasvili), grúz születésű bolsevik forradalmár, a Szovjetunió Kommunista Pártjának főtitkára, diktátor († 1953)
- 1879 – Paul Klee svájci festőművész, grafikus († 1940)
- 1884 – Lux Elek szobrász († 1941)
- 1888 – Habsburg–Tescheni Károly Albert osztrák főherceg, magyar és cseh királyi herceg, császári és királyi tüzérezredes († 1951)
- 1890 – Sergio Failoni olasz karmester, a budapesti Operaház örökös tagja, vezető karnagya († 1948)
- 1899 – Hidas Antal Kossuth-díjas magyar író, költő, műfordító († 1980)
- 1904 – George Stevens Oscar-díjas amerikai filmrendező († 1975)
- 1906 – Zelk Zoltán Kossuth-, József Attila- és Baumgarten-díjas magyar költő († 1981)
- 1907 – Bill Holland (William Holland) amerikai autóversenyző († 1984)
- 1909 – Bényi László festőművész, művészeti szakíró († 2004)
- 1913 – Willy Brandt (er. Herbert Ernst Karl Frahm) Nobel-békedíjas német szociáldemokrata politikus, szövetségi kancellár, († 1992)
- 1915 – Norm Houser amerikai autóversenyző († 1996)
- 1916 – Rosztyiszlav Jevgenyjevics Alekszejev szovjet mérnök, hajótervező († 1980)
- 1917 – Ossie Davis amerikai színész, rendező, író, polgárjogi aktivista († 2005)
- 1928 – Galt MacDermot kanadai-amerikai zeneszerző, zongorista. (Hair) († 2018)
- 1931 – Gyurkovics Tibor Kossuth- és József Attila-díjas magyar költő, író († 2008)
- 1933 – Harangozó Iván magyar színész
- 1934 – Kóka Ferenc Munkácsy Mihály-díjas magyar festőművész († 1997)
- 1939 – Falvay Klára Jászai Mari-díjas és Aase-díjas magyar színésznő († 2004)
- 1941 – Simon Károly, ipari formatervező, művészetpedagógus († 2017)
- 1943 – Keith Richards angol zenész, a The Rolling Stones együttes gitárosa
- 1946 – Steven Spielberg Oscar-díjas amerikai filmrendező
- 1946 – Steve Biko (Stephen Bantu Biko) dél-afrikai emberjogi aktivista, az apartheid elleni küzdelem harcosa († 1977)
- 1951 – Böszörményi Zoltán író, költő, szerkesztő, üzletember
- 1954 – Ray Liotta amerikai színész († 2022)
- 1959 – Grant Marshall ("Daddy G") angol zenész (Massive Attack)
- 1963 – Brad Pitt kétszeres Oscar-díjas amerikai színész
- 1964 – Stone Cold Steve Austin, amerikai pankrátor és színész
- 1967 – Bárány Attila lemezlovas, rádiós műsorvezető
- 1970 – DMX (er. Earl Simmons) amerikai rapper, színész († 2021)
- 1971 – Arantxa Sánchez Vicario spanyol teniszező
- 1971 – René Hake holland labdarúgó és edző
- 1977 – Axwell svéd dj, zenei producer
- 1978 – Katie Holmes amerikai színésznő
- 1979 – Bálint Éva magyar színésznő
- 1979 – Emily Swallow amerikai színésznő
- 1980 – Christina Aguilera amerikai énekesnő
- 1986 – Laczkó Zsolt magyar labdarúgó
- 1987 – Molnár Áron magyar színész
- 1990 – Lakatos Gábor birkózó († 2008)
- 1990 – Major Balázs magyar műkorcsolyázó
- 1992 – Bridgit Mendler amerikai énekesnő, színésznő
- 2001 – Billie Eilish amerikai énekesnő és dalszerző

## Halálozások
- 96 – Domitianus római császár (* 51)
- 1706 – Pierre Bayle francia filozófus valláskritikus (* 1647)
- 1708 – Bezerédj Imre ezredes, kuruc brigadéros (* 1679)
- 1737 – Antonio Stradivari olasz hegedűkészítő (* 1644 körül)
- 1752 – Szathmáry Király Ádám II. Rákóczi Ferenc íródeákja (* 1692)
- 1779 – Faludi Ferenc magyar író, költő, műfordító (* 1704)
- 1783 – Siskovics József katonatiszt (* 1719)
- 1803 – Johann Gottfried Herder német költő, műfordító, esztéta, történetfilozófus (* 1744)
- 1807 – Peter Carl Bruckenthal báró hivatalnok (* 1753)
- 1815 – Crudy Dániel (Krudy Dániel) evangélikus püspök (* 1735)
- 1829 – Jean-Baptiste Lamarck francia lovag, természettudós (* 1744)
- 1848 – Bernard Bolzano cseh matematikus, filozófus (* 1781)
- 1854 – Budai Pál református lelkész (* 1769)
- 1862 – Cherrier Miklós bölcselet- és hittudós, pozsonyi kanonok, siklósi apát és királyi tanácsos (* 1862)
- 1868 – Majthényi István báró, honvéd tábornok (* 1788)
- 1869 – Johann Martin Honigberger erdélyi szász orvos, gyógyszerész, orientalista (* 1795)
- 1869 – Louis Moreau Gottschalk amerikai zongoraművész, zeneszerző (* 1829)
- 1892 – Sir Richard Owen a Bath-rend parancsnok-lovagja angol biológus, összehasonlító anatómus és őslénykutató (* 1804)
- 1919 – Horatio William Parker amerikai zeneszerző (* 1863)
- 1932 – Eduard Bernstein német szociáldemokrata politikai teoretikus, politikus, a revizionizmus irányzatának alapítója (* 1850)
- 1936 – Andrija Mohorovičić horvát meteorológus, geofizikus (* 1857)
- 1959 – Ráth-Végh István magyar jogász, művelődéstörténész, szakíró (* 1870)
- 1964 – Földessy Gyula Kossuth-díjas magyar irodalomtörténész, akadémikus (* 1874)
- 1969 – Tompa Sándor Kossuth-díjas magyar színész (* 1903)
- 1971 – Diana Lynn, amerikai színésznő (* 1926)
- 1976 – Bartalis János erdélyi magyar költő (* 1893)
- 1978 – Ilosvai Varga István magyar festőművész, kiváló művész (* 1895)
- 1980 – Alekszej Nyikolajevics Koszigin orosz kommunista pártaktivista, politikus, 1964–1980-ig a Szovjetunió miniszterelnöke (* 1904)
- 1981 – Gál István Jászai Mari-díjas magyar rendező, érdemes művész (* 1921)
- 1982 – Tibor de Machula (Machlovits Tibor) magyar származású holland csellóművész (* 1912)
- 1984 – Bill Boyd (William Boyd) amerikai autóversenyző (* 1915)
- 1988 – Boros Ottó magyar vízilabdázó, kétszeres olimpiai bajnok (* 1929)
- 1989 – Sarkantyu Simon Munkácsy Mihály-díjas magyar festőművész, grafikus (* 1921)
- 1991 – George Abecassis brit autóversenyző (* 1913)
- 1993 – Helmut Glöckler német autóversenyző (* 1909)
- 1994 – Fejes Teri magyar színésznő (* 1902)
- 1994 – Henry Banks amerikai autóversenyző (* 1913)
- 1995 – Újvárosi Katalin magyar színésznő (* 1916)
- 1997 – Chris Farley amerikai színész, komikus (* 1964)
- 2001 – Gilbert Bécaud francia sanzonénekes, zeneszerző, színész („Monsieur 100 000 Volt”) (* 1927)
- 2005 – Eduard Moiszejevics Safranszkij orosz klasszikus gitárművész és zeneszerző (* 1937)
- 2006 – Joseph Barbera amerikai rajzfilmkészítő, Frédi és Béni, Foxi Maxi, Maci Laci, Tom és Jerry „atyja” (* 1911)
- 2009 – Nagy Béla magyar festőművész, tanár (* 1923)
- 2011 – Václav Havel cseh író, Csehszlovákia, majd Csehország elnöke (* 1936)
- 2012 – Dörögdy Miklós magyar bábművész (* 1941)
- 2014 – Virna Lisi olasz színésznő (* 1936)
- 2015 – Carlo De Mejo, olasz színész (* 1945)
- 2016 – Gábor Zsazsa Golden Globe-díjas magyar színésznő (* 1917)
- 2017 – Kim Dzsonghjon dél-koreai énekes, a SHINee tagja (* 1990)
- 2018 – Grendel Lajos Kossuth-díjas szlovákiai magyar író, kritikus, egyetemi tanár (* 1948)
- 2023 − Dózsa László magyar színész, rendező, érdemes és kiváló művész (* 1942)

## Nemzeti ünnepek, emléknapok, világnapok
→Sablonvita:Ünnepek/12-18:
- az emigránsok nemzetközi napja (a bevándorlók jogairól szóló ENSZ-határozat 1990-es elfogadásának évfordulóján)[1]
- a nemzetiségek napja (korábban kisebbségek napja) Magyarországon (az ENSZ Nemzeti vagy etnikai, vallási és nyelvi kisebbségek jogairól szóló Nyilatkozata elfogadásának a napján)[2]
- a köztársaság napja Nigerben[3]